# Jacek Hamela
Jacek Hamela (ur. 11 czerwca 1964 w Opolu) – polski operator i reżyser dźwięku.
Dwukrotny laureat Nagrody za dźwięk na Festiwalu Polskich Filmów Fabularnych w Gdyni oraz siedmiokrotny laureat Polskiej Nagrody Filmowej, Orzeł w kategorii najlepszy dźwięk  (ponadto dwukrotnie nominowany do tej nagrody). Absolwent Wydziału Reżyserii Dźwięku Akademii Muzycznej im. Fryderyka Chopina w Warszawie. Członek Polskiej Akademii Filmowej i Europejskiej Akademii Filmowej.

## Filmografia
dźwięk do filmów:
- Kroniki domowe (1997)
- Pół serio (2000)
- E=mc2 (2002)
- Pornografia (2003)
- Wesele (2004)
- Jasminum (2006)
- Testosteron (2007)
- Katyń (2007)
- Lejdis (2007)
- Boisko bezdomnych (2008)
- Tatarak (2009)
- Dom zły (2009)
- Afonia i pszczoły (2009)
- Wenecja (2010)
- Róża (2011)
- Wałęsa. Człowiek z nadziei (2013)
- Drogówka (2013)
- Pod mocnym aniołem (2014)
- Wołyń (2016)

## Inne realizacje
Brał udział w realizacjach nagrań muzycznych (m.in. Yanina Portret wewnętrzny, Szwagierkolaska Luksus).

## Nagrody i nominacje
- 2002 – nominacja do Polskiej Nagrody Filmowej, Orzeł za dźwięk w filmie Pół serio
- 2003 – Nagroda za dźwięk w filmie Pornografia na Festiwalu Polskich Filmów Fabularnych w Gdyni
- 2004 – Polska Nagroda Filmowa, Orzeł za dźwięk w filmie Pornografia
- 2007 – Polska Nagroda Filmowa, Orzeł za dźwięk w filmie Jasminum
- 2008 – Polska Nagroda Filmowa, Orzeł za dźwięk w filmie Katyń
- 2010 – nominacja do Polskiej Nagrody Filmowej, Orzeł za dźwięk w filmie Afonia i pszczoły
- 2011 – Polska Nagroda Filmowa, Orzeł za dźwięk w filmie Wenecja
- 2012 – Polska Nagroda Filmowa, Orzeł za dźwięk w filmie Róża
- 2013 – Nagroda za dźwięk w filmie Imagine na Festiwalu Polskich Filmów Fabularnych w Gdyni
- 2014 – Polska Nagroda Filmowa, Orzeł za dźwięk w filmie Imagine
- 2017 – Polska Nagroda Filmowa, Orzeł za dźwięk w filmie Wołyń